# David Yearsley
David Gaynor Yearsley (Seattle, Washington, ca. 1965) is een Amerikaans organist en pianofortist.

## Levensloop
Yearsley liep school in Harvard en studeerde orgel bij Edward Hansen, Christa Rakich, William Porter, Harald Vogel en Kimberly Marshall.
Hij heeft talrijke prijzen gewonnen in internationale orgelwedstrijden:
- in 1992 won hij de Eerste prijs in het Internationaal Schnitger Orgel Concours, gehouden op de beroemde historische orgels van Norden, Groningen en Alkmaar,
- in 1994 behaalde hij de Eerste prijs in het internationaal orgelconcours in Brugge, in het kader van het Musica Antiqua Festival.
- Hetzelfde jaar behaalde hij in Brugge ook de Eerste prijs, samen met Annette Richards voor duo's op orgelpositief.

Hij behaalde een doctoraat in muziekgeschiedenis in Stanford University en werd hoogleraar muziek aan Cornell University. Zijn onderzoeksgebied is 17e- en 18e-eeuwse muziek. Hij concerteert veel, geeft seminaries en masterclasses.
Hij was lid van de jury in het internationaal orgelconcours in Brugge in 2003 en 2006.

## Publicaties
- De studies van Yearsley verschijnen in Journal of the American Musicological Society, Journal of Seventeenth Century Music en in Music and Letters.
- Hij heeft veel artikels geschreven in  The Anderson Valley Advertiser
- Musica Poetica: Musical-Rhetorical Figures in German Baroque Music, in: Notes, 1998
- Theories of Fugue from the Age of Josquin to the Age of Bach, in: Notes, 2001
- Bach's Feet, 2007
- Bach and the Meanings of Counterpoint, New perspectives in Music History and Criticism, Oxford University Press, 2008
- Princes of War and Peace and their Most Humble, Most Obedient Court Composer, in: Konturen, Volume 1 Political Theology: The Border in Question.

## Discografie
- All Your Cares Beguile: Songs and Sonatas from Baroque London, (Musica Omnia).
- The Great Contest: Bach, Scarlatti, Haendel